# Gerichtsdolmetscher
Ein Gerichtsdolmetscher, auch Allgemein beeidigter Dolmetscher, ist ein Dolmetscher, der durch ein Gericht zur Sprachmittlung herangezogen wird. Die Heranziehung eines Dolmetschers ist erforderlich, wenn eine Partei oder ein sonstiger Verfahrensbeteiligter der Gerichtssprache nicht mächtig ist. Der Einsatz eines Dolmetschers sichert das Recht des Sprachunkundigen auf rechtliches Gehör. In Deutschland wird der Dolmetscher vom Urkundenübersetzer unterschieden.

## Deutschland
Dolmetscher im Sinne des Prozessrechts (§ 185 GVG) ist ein Sprachkundiger, der alle Erklärungen, die innerhalb des Verfahrens abgegeben werden, von der fremden Sprache in die Gerichtssprache oder umgekehrt mittelt (Gegenteil: Urkundenübersetzer). Der Dolmetscher überträgt nicht nur das in der mündlichen Verhandlung gesprochene Wort, sondern auch Schriftsätze (z. B. fremdsprachige Klageschrift) oder andere prozessuale Erklärungen. Im Strafprozess reicht es allerdings aus, wenn dem Angeklagten aus den Schlussvorträgen nur die Anträge des Staatsanwalts und des Verteidigers bekannt gemacht werden (§ 259 StPO); die übrigen prozessualen Erklärungen sind aber alle zu verdolmetschen. Werden mündliche Erklärungen oder Aussagen verdolmetscht, wird in der Regel eine Niederschrift nur in deutscher Sprache geführt. Grundsätzlich gehen Übertragungsfehler des Dolmetschers deshalb zulasten der sprachunkundigen Person. Nur wenn der Richter mit Rücksicht auf die Wichtigkeit der Sache für erforderlich erachtet, sind fremdsprachige Erklärungen und Aussagen in das Protokoll oder eine Anlage niederzuschreiben.
Jeder Dolmetscher, der durch ein Gericht herangezogen wird, ist zwingend zu vereidigen. Nur in der freiwilligen Gerichtsbarkeit kann auf die Beeidigung eines Dolmetscher durch die Verfahrensbeteiligten verzichtet werden. Ein Dolmetscher ist zu beeiden, dass er treu und gewissenhaft übertragen werde. Als einziger Verfahrensbeteiligter hat er einen zwingenden Voreid zu leisten. Der Eid ist vor jeder Hauptverhandlung zu leisten. Das Gleiche gilt für das Ermittlungsverfahren. Dagegen ist eine Vereidigung bei Verwaltungsbehörden oder bei der Polizei nicht vorgesehen.
Damit der Richter dem Dolmetscher nicht vor jeder Verhandlung einen Voreid abnehmen muss, haben die Bundesländer durch Gesetz ein Verwaltungsverfahren eingeführt, in welchem Dolmetscher allgemein für eine unbestimmte Anzahl von Verfahren beeidigt werden. Bei derart öffentlich bestellten und beeidigten Dolmetscher genügt vor Gericht oder im Ermittlungsverfahren die Berufung auf den geleisteten Eid. Außerdem ermöglicht die öffentliche Bestellung im Rahmen eines solchen Verwaltungsverfahrens eine Vorabprüfung der Eignung und Befähigung des Dolmetschers. Allgemein beeidigte Dolmetscher werden in besonderen, von Justizbehörden geführten Verzeichnissen geführt, auf die Gerichte und Behörden zurückgreifen können. Ein so bestellter Dolmetscher führt eine nach Landesrecht festgelegte Bezeichnung (z. B. „öffentlich bestellter und vereidigter Dolmetscher“ oder, am Beispiel für Italienisch, „Allgemein beeidigter Dolmetscher für die italienische Sprache“).
In der Regel greifen Gerichte auf selbständige Dolmetscher oder Dolmetscherbüros zurück. In Ausnahmefällen können auch eigene Bedienstete, etwa ein Urkundsbeamter der Geschäftsstelle, verwendet werden. Wer als Dolmetscher verpflichtet wird, liegt im Ermessen des Richters. Die Heranziehung eines Dolmetschers durch eine Behörde kann jedoch durch Verwaltungsvorschrift dahingehend geregelt sein, dass auf öffentlich bestellte und beeidigte Sprachmittler besonderer Bedacht zu nehmen ist. Die Beauftragung von Dolmetschern durch ein Gericht unterliegt dem Vergaberecht.
Sind alle Verfahrensbeteiligte einer fremden Sprache mächtig, kann ohne Dolmetscher in der fremden Sprache verhandelt werden. Nur in der freiwilligen Gerichtsbarkeit, deren Verfahren nichtöffentlich sind, kann auf einen Dolmetscher verzichtet werden, wenn allein der Richter (hier funktional der Rechtspfleger) der fremden Sprache mächtig ist (§ 185 Abs. 3 GVG).
Nach § 191 GVG kann ein Dolmetscher aus denselben Gründen wie ein Sachverständiger wegen der Besorgnis der Befangenheit abgelehnt werden. Mangels Rechtsgrundlage kann gegen einen unentschuldigt der Verhandlung ferngebliebenen Dolmetscher kein Ordnungsgeld verhängt werden.
Die Vergütung des Gerichtsdolmetscher ist im Justizvergütungs- und -entschädigungsgesetz geregelt.
Im Strafprozess fallen die Kosten für einen Dolmetscher in der Regel der Staatskasse zur Last, selbst wenn der Angeklagte verurteilt wird. Eine Kostenüberbürdung widerspräche dem Verbot, jemanden wegen seiner Sprache zu benachteiligen (Art. 3 Abs. 2 GG) und dem Art. 6 Abs. 3 lit. e der Europäischen Menschenrechtskonvention. Die Kosten werden nur dann dem Angeklagten auferlegt, wenn er sie durch schuldhafte Säumnis oder in anderer Weise schuldhaft verursacht hat. Streitig ist die Überbürdung der Dolmetscherkosten für Sprachübertragungen außerhalb des Hauptverfahrens, z. B. für vorbereitende Gespräche des Beschuldigten mit dem Verteidiger, bei Fernmelde- oder Wohnraumüberwachungen im Ermittlungsverfahren oder bei Gefangenenbriefen in fremder Sprache.
Im Zivilprozess wird die dem Dolmetscher durch die Anweisungsstelle oder durch das Prozessgericht bestimmte auszuzahlende Vergütung als Auslage des Gerichts den Gerichtskosten zugeschlagen. Die Gerichtskosten hat die unterlegene Partei nach allgemeinen Vorschriften zu tragen. Ist die Verwendung erforderlich, darf von der sprachunkundigen Partei aber kein Kostenvorschuss verlangt werden, weil der Dolmetscher von Gerichts wegen und nicht auf Veranlassung einer Partei heranzuziehen ist.

## Österreich
Die Rolle des Gerichtsdolmetschers in Gerichtsverhandlungen ist ähnlich wie in Deutschland geregelt. Sie umfasst die mündliche Übersetzung der durch Gesetz bzw. Prozessführung vorgegebenen Inhalte in beiden Richtungen und ggf. die mündliche Übersetzung von Schriftstücken in der Verhandlung. Die schriftliche Übersetzungsarbeit erfolgt entweder durch Übermittlung einer mit einer gesiegelten und unterschriebenen Dolmetschklausel versehenen, mit dem Original verbundenen Übersetzung an das Gericht bzw. die Staatsanwaltschaft oder durch Einbringung mit elektronischer Signatur auf dem vom Bundesministerium für Verfassung, Reformen, Deregulierung und Justiz bereitgestellten Portal.
Das Sachverständigen- und Dolmetschgesetz BGBl. 137/1975 (SDG) legt in § 13 fest, dass sich der Begriff „Dolmetsch“ stets sinngemäß auch auf Übersetzer bezieht. In §14 sind die Notwendigkeit der gerichtlichen Vereidigung, die für sie zu erfüllenden Voraussetzungen und die Form der Vereidigung geregelt. Das SDG verpflichtet die Landesgerichte zur Führung von Gerichtsdolmetscherlisten, die vom Bundesministerium für Verfassung, Reformen, Deregulierung und Justiz in eine zentrale öffentlich abrufbare Liste zusammengefasst werden.
Die Beiziehung von Dolmetschern im Strafverfahren regelt §126 der Strafprozessordnung von 1975 derart, dass die Staatsanwaltschaft oder das Gericht eine vom Bundesministerium oder der Justizbetreuungsagentur autorisierte Person zu bestellen hat, bzw. sofern dies nicht möglich ist, eine andere geeignete und nicht befangene Person zu beauftragen hat, die stets zuvor über ihre Rechte und Pflichten zu informieren ist. Die Beiziehung von Dolmetschern in Außerstreitsachen regelt §190 des Außerstreitgesetzes (AußStrG) in der geltenden Fassung derart, dass für Übersetzungen in solchen Verfahren soweit möglich Gerichtsdolmetscher beizuziehen sind.
Die Kosten des Dolmetschers in Gerichtsverfahren und in Ermittlungsverfahren der Staatsanwaltschaft sind nach der §§ 53 ff. des Gebührenanspruchsgesetzes zu verrechnen. Im Zivilverfahren werden die angefallenen Dolmetschgebühren nach Rechtskraft des Urteils gemeinsam mit anderen Kosten nach Verschuldenproportion unter den Parteien aufgeteilt.
Im Strafprozess, bei Gewährung von Verfahrenshilfe, bei Verzicht des Dolmetschers auf Auszahlung aus Amtsgeldern, im Arbeits- und Sozialrecht, im Insolvenzverfahren und in den meisten Außerstreitsachen wird auf Basis fixer Sätze verrechnet, in allen anderen Fällen auf Basis des dem Dolmetsch durch seine Tätigkeit entgangenen Verdienstes. Fixe Sätze bestehen hinsichtlich der bei An- und Abreise erfolgten Zeitversäumnis, der Mühewaltung und pro Zeichen schriftlicher Übersetzungen. Der fixe Satz pro Zeichen (ohne Leerzeichen) beträgt (03/2019) 1,52 Cent. Für die Übersetzung von Privaturkunden und -texten bestehen keine besonderen Honorarregelungen.
Ca. 530 österreichische Gerichtsdolmetscher mit aufrechter Befugnis zum Übersetzen von insgesamt 50 Sprachen sind im Österreichischen Verband der Gerichtsdolmetscher (ÖVGD) organisiert. Neben der Interessensvertretung gegenüber Politik und Verwaltung und der Teilnahme an internationalen Vernetzungsaktivitäten bietet der Verband Mitgliedern Weiterbildung und Unterstützung, informiert potenzielle Kunden und am Beruf Interessierte.
Die Mitgliederdatenbank ist öffentlich abrufbar.